# Dolní Křečany (železniční zastávka)
Dolní Křečany jsou železniční zastávka u vesnice Dolní Křečany, která je částí Rumburka. Leží v km 15,806 železniční trati Rumburk – Panský – Mikulášovice mezi stanicí Rumburk a dopravnou Panský.

## Historie
Už 29. října 1869 byla zprovozněna vlečka do Dolních Křečan, kterou postavila Česká severní dráha. 29. října 1902 pak byla (s využitím původní vlečky) dána do provozu Místní dráha Rumburk – Mikulášovice, kde byla zřízena i zastávka s názvem Nieder Ehrenberg 1902-1918. Později se začal používat počeštěný název Dolní Ehrenberk, od roku 1949 pak Dolní Křečany.

## Popis zastávky
Zastávka ležící na jednokolejné trati je vybavena jednostranným vnějším nástupištěm z betonových desek. Nástupiště má délku 33 m a nástupní hranu ve výšce 300 mm nad temenem kolejnice.